# Mimopydna elwesi
Mimopydna elwesi är en fjärilsart som beskrevs av M.Gaede 1930. Mimopydna elwesi ingår i släktet Mimopydna och familjen tandspinnare. Inga underarter finns listade i Catalogue of Life.